# Eutryxalis filata
Eutryxalis filata är en insektsart som först beskrevs av Walker, F. 1870.  Eutryxalis filata ingår i släktet Eutryxalis och familjen gräshoppor.

## Underarter
Arten delas in i följande underarter:
- E. f. filata
- E. f. bellula
- E. f. minor